# Tithraustes albitumida
Tithraustes albitumida är en fjärilsart som beskrevs av Paul Dognin 1902. Tithraustes albitumida ingår i släktet Tithraustes och familjen tandspinnare. Inga underarter finns listade i Catalogue of Life.